# Old, New, Borrowed and Blue (Venom)
Old, New, Borrowed and Blue è una raccolta riguardante ri-registrazioni delle canzoni più conosciute della band con la formazione Demolition Man/Mantas/Abaddon e tracce in studio degli album che vanno dal periodo 1989-1992 della heavy metal inglese Venom.

## Tracce
1. Countess Bathory – 4:35
2. Skeletal Dance – 3:07
3. Speed King (cover dei Deep Purple) – 3:30
4. Welcome to Hell – 2:40
5. Playtime – 3:18
6. Die Hard – 2:54
7. Clarisse – 4:47
8. Hell Bent for Leather (cover dei Judas Priest) – 2:19
9. Prime Evil – 4:39
10. Teacher's Pet – 2:24
11. School Daze – 4:20
12. Faerie Tale – 4:23
13. Megalomania (cover dei Black Sabbath) – 5:25
14. Temples of Ice – 6:35
15. The Witching Hour – 3:23

## Formazione
- Tony "Demolition Man" Dolan - basso e voce
- Jeff "Mantas" Dunn - chitarra
- Steve "War Machine" White - chitarra
- Tony "Abaddon" Bray - batteria
- V.X.S. - tastiere